# Lista över tyska armékårer under andra världskriget
Lista över Tyska armékårer under andra världskriget.

## Heer
- I. Armeekorps
- II. Armeekorps
- III. Armeekorps
- IV. Armeekorps
- V. Armeekorps
- VI. Armeekorps
- VII. Armeekorps
- VIII. Armeekorps
- IX Armeekorps, tjänstgjorde i Tyskland 1939, Frankrike 1940-1941, Östfronten 1941-1944
- X. Armeekorps, tjänstgjorde i Polen 1939-1940, Frankrike 1940-1941, Kurland fickan 1944-1945
- XI. Armeekorps, tjänstgjorde i Polen 1939-1940, Frankrike 1940-1941, Stalingrad 1942-1943, Tjerkassy 1944
- XII. Armeekorps, tjänstgjorde i Polen 1939-1940, Frankrike 1940-1941, Östfronten 1941-1944, Minsk 1944
- XIII. Armeekorps, tjänstgjorde i Polen 1939-1940, Frankrike 1940-1941, Östfronten 1941-1944, Ardennerna och Tyskland 1944-1945
- XIV. Armeekorps, tjänstgjorde i Polen 1939-1940, Frankrike 1940-1941
- XV. Armeekorps
- XVI. Armeekorps
- XVII. Armeekorps
- XVIII. Armeekorps
- XIX. Armeekorps
- XX. Armeekorps, tjänstgjorde i Polen 1940-1941, Östfronten 1941-1945
- XXI. Armeekorps, tjänstgjorde i Polen 1939-1940, Norge 1940
- XXII. Armeekorps, tjänstgjorde i Polen 1939-1940
- XXIII. Armeekorps
- XXIV. Armeekorps
- XXV. Armeekorps
- XXVI. Armeekorps
- XXVII. Armeekorps
- XXVIII. Armeekorps
- XXIX. Armeekorps
- XXX. Armeekorps, tjänstgjorde i Polen 1940-1941, Balkan 1941, Östfronten 1941-1944, Holland och Tyskland 1944-1945
- XXXI. Armeekorps, tjänstgjorde i Polen 1939-1940, Danmark och Holland 1940, Frankrike 1940-1942
- XXXII. Armeekorps, tjänstgjorde i Polen 1939-1940, Danmark 1940, Frankrike 1940-1942, Rhur fickan 1945
- XXXIII. Armeekorps, tjänstgjorde i Norge 1942-1945
- XXXIV. Armeekorps
- XXXV. Armeekorps
- XXXVIII. Armeekorps
- XXXIX. Armeekorps
- XXXX. Armeekorps
- XXXXI. Armeekorps
- XXXXII. Armeekorps
- XXXXIII. Armeekorps
- XXXXIV. Armeekorps
- XXXXV. Armeekorps
- XXXXVI. Armeekorps
- XXXXVII. Armeekorps
- XXXXVIII. Armeekorps
- L. Armeekorps
- LI. Armeekorps
- LII. Armeekorps
- LIII. Armeekorps
- LIV. Armeekorps
- LV. Armeekorps
- LVI. Armeekorps
- LVII. Armeekorps
- LIX. Armeekorps
- LXII. Armeekorps
- LXIII. Armeekorps
- LXIV. Armeekorps
- LXV. Armeekorps
- LXVI. Armeekorps
- LXVII. Armeekorps
- LXVIII. Armeekorps
- LXIX. Armeekorps
- LXX. Armeekorps
- LXXI. Armeekorps
- LXXII. Armeekorps
- LXXIII. Armeekorps
- LXXIV. Armeekorps
- LXXV. Armeekorps
- LXXVI. Armeekorps
- LXXVIII. Armeekorps
- LXXX. Armeekorps
- LXXXI. Armeekorps
- LXXXII. Armeekorps
- LXXXIII. Armeekorps
- LXXXIV. Armeekorps
- LXXXV. Armeekorps
- LXXXVI. Armeekorps
- LXXXVII. Armeekorps
- LXXXVIII. Armeekorps
- LXXXIX. Armeekorps
- XC. Armeekorps
- XCI. Armeekorps
- XCVII. Armeekorps
- CI. Armeekorps

## Pansarkårer
- III. Panzerkorps
- IV. Panzerkorps
- XIV. Panzerkorps
- XV. Panzerkorps
- XVI. Panzerkorps
- XXIV. Panzerkorps
- XXXVIII. Panzerkorps
- XXXIX. Panzerkorps
- XXXX. Panzerkorps
- XXXXI. Panzerkorps
- XXXXVI. Panzerkorps
- XXXXVII. Panzerkorps
- XXXXVIII. Panzerkorps
- LVI. Panzerkorps
- LVII. Panzerkorps
- LVIII. Panzerkorps
- LXXVI. Panzerkorps
- Panzerkorps Feldherrnhalle
- Panzerkorps Großdeutschland

## Waffen SS
- I. SS-Panzerkorps
- II. SS-Panzerkorps
- III. SS-Panzerkorps
- IV. SS-Panzerkorps
- V. SS-Gebirgskorps
- VI. SS-Freiwilligenkorps (lett.)
- VII. SS-Panzerkorps
- IX. Waffen-Gebirgskorps
- X. SS-Armeekorps
- XI. SS-Armeekorps
- XII. SS-Armeekorps
- XIII. SS-Armeekorps
- XIV. SS-Armeekorps
- XV. SS-Kavalleriekorps
- XVIII. SS-Armeekorps

## Luftwaffe
- Fallschirm-Panzerkorps Hermann Göring
- I. Fallschirm-Korps
- II. Fallschirm-Korps
- I. Luftwaffen-Feld-Korps
- II. Luftwaffen-Feld-Korps
- III. Luftwaffen-Feld-Korps
- IV. Luftwaffen-Feld-Korps